# FCV Farul Constanța
FCV Farul Constanța je rumunský fotbalový klub sídlící ve městě Constanța. Slovo "farul" v názvu znamená v překladu "maják", klub má také přezdívku Marinarii, tedy "námořníci". Byl založen v roce 1920. Často měnil názvy, založen byl jako SPM Constanța, v roce 1946 byl přejmenován na PCA Constanța, v letech 1949-1953 se jmenoval Locomotiva PCA, v roce 1953 z názvu zmizelo PCA a od roku 1972 se nazýval Farul. V letech 1972–1988 byl znám jako FC Constanța, od roku 1988 znovu nese jméno Farul. V roce 2016 zbankrotoval, ale fanoušci ho obnovili. Roku 2020 se sloučil s klubem FC Viitorul Konstanca, který založil v roce 2009 Gheorghe Hagi. Majitelem klubu se stal právě Hagi (desetiprocentní podíl mají i bývalí fotbalisté Rivaldo a Ciprian Marica). Hagi se rozhodl, že bude dále pokračovat pod hlavičkou Farul a s jeho historií. V sezóně 2022–23 se Farul stal prvně ve své historii mistrem Rumunska (jeden titul předtím získal Viitorul, v roce 2016). V roce 2023 se klub prvně ve své historii podíval do evropských pohárů (nepočítáme-li dvě účasti v Poháru Intertoto z let 1995 a 2006). V současnosti hraje na stadionu Viitorulu (4500 diváků), dokud nebude dostavěn zcela nový stadion. Klubovými barvami jsou modrá a bílá.

## Výsledky v evropských pohárech
| Sezóna  | Soutěž           | Kolo        | Soupeř          | Doma | Venku | Celkem |
| ------- | ---------------- | ----------- | --------------- | ---- | ----- | ------ |
| 2023–24 | Liga mistrů      | 1. předkolo | Šeriff Tiraspol | 1–0  | 0–3pp | 1–3    |
| 2023–24 | Konferenční liga | 2. předkolo | FC Urartu       | 3–2  | 3–2   | 6–4    |
| 2023–24 | Konferenční liga | 3. předkolo | Flora Tallinn   | 3–0  | 2–0   | 5–0    |
| 2023–24 | Konferenční liga | 4. předkolo | HJK Helsinki    | 2–1  | 0–2   | 2–3    |